# Mirim-saiqui
Plebeia saiqui  ou mirim saiqui é uma espécie de abelha social sem ferrão pertencente à tribo Meliponini, descrita por Friese em 1900. Não é uma espécie em risco de extinção.
É uma espécie com potencial para meliponicultura para produção de própolis e polinização. É ligeiramente agressiva, se defende mordiscando com as mandíbulas e usa resina contra intrusos.
Estudos verificaram que a temperatura mínima para inicio de voo foi de 11 °C e maior atividades de voo acima de 21 °C com umidade relativa entre 40 e 79%.

## Ninho
Constrói os ninhos em ocos de troncos de árvores apresentando até 7 mil indivíduos. A entrada do ninho se caracteriza por ser circundado por própolis pegajosa, geralmente o tronco da árvore fica manchado pelo própolis.

## Características taxonômicas
Operária: Comprimento entre 4 a 5 mm, corpo e pernas de coloração escura sem vestígios amarelo na face, abdômen com o primeiro segmento de cor ferrugínea, asas com pelos escuros.

## Distribuição geográfica
A Plebeia saiqui pode ser encontrada em alguns estados brasileiros como: Minas Gerais, Paraná, Rio Grande do Sul, Rio de Janeiro, Santa Catarina e São Paulo.

## Interação abelha-planta
Lista de plantas que são visitadas por P. saiqui são:
| Nome científico                | Nome popular                            |
| Thunbergia grandiflora         |                                         |
| Mesembryanthemum spectabile    |                                         |
| Agave sisalana                 | Agave, sisal                            |
| Lithraea molleoides            | Aroeira-brava                           |
| Eryngium horridum              |                                         |
| Eryngium spp.                  |                                         |
| Foeniculum vulgare             | erva doce, funcho                       |
| Ilex amara                     |                                         |
| Ilex spp.                      |                                         |
| Archontophoenix cunninghamiana |                                         |
| Cirsium vulgare (Savi)         |                                         |
| Dahlia spp.                    |                                         |
| Solidago chilensis             | Arnica-brasileira, erva-lanceta, arnica |
| Vernonia westiniana            |                                         |
| Impatiens balsamina            |                                         |
| Impatiens sultanii             |                                         |
| Silene armeria L.              | Alfinete                                |
| Tradescantia spp.              |                                         |
| Diospyros kaki                 | Caqui                                   |
| Muntingia calabura             | Tamauã                                  |
| Gaylussacia jordanensis        |                                         |
| Rhododendron indicum           | Azálea                                  |
| Euphorbia milii var. splendens |                                         |
| Calliandra tweediei            |                                         |
| Mimosa scabrella               | Bracaatinga                             |
| Sophora tomentosa L.           |                                         |
| Sinningia macrostachya         |                                         |
| Alophia geniculata             |                                         |
| Calydorea campestris           |                                         |
| Dietes vegeta                  |                                         |
| Hyptis lippioides              |                                         |
| Salvia guaranitica             |                                         |
| Salvia splendens               |                                         |
| Aloe spp.                      |                                         |
| Byrsonima variabilis           |                                         |
| Hibiscus rosa-sinensis         |                                         |
| Miconia spp.                   |                                         |
| Syzygium jambos                | Jambo                                   |
| Nymphaea mexicana              |                                         |
| Phytolacca thyrsiflora         |                                         |
| Punica granatum L.             | Romã                                    |
| Nicotiana tabacum              | Fumo, tabaco                            |
| Dombeya burgessiae             |                                         |
| Dombeya wallichii              |                                         |
| Vellozia candida               |                                         |